# Aptychopsis
Aptychopsis är ett släkte av bladmossor. Aptychopsis ingår i familjen Sematophyllaceae.
Kladogram enligt Catalogue of Life:
| Aptychopsis | \| \| Aptychopsis pungifolia \| \| \| \| \| \| Aptychopsis pycnodonta \| \| \| \| \| \| Aptychopsis pyrrophylla \| \| \| \| \| \| Aptychopsis subpungifolia \| \| \| \| |
|             | \| \| Aptychopsis pungifolia \| \| \| \| \| \| Aptychopsis pycnodonta \| \| \| \| \| \| Aptychopsis pyrrophylla \| \| \| \| \| \| Aptychopsis subpungifolia \| \| \| \| |
|             | Aptychopsis pungifolia |
|             | |
|             | Aptychopsis pycnodonta |
|             | |
|             | Aptychopsis pyrrophylla |
|             | |
|             | Aptychopsis subpungifolia |
|             | |